# Cryphia simulatricula
Cryphia simulatricula là một loài bướm đêm trong họ Noctuidae.